# Laboratoire de biologie médicale
 (octobre 2022).
Pour les articles homonymes, voir LAM.

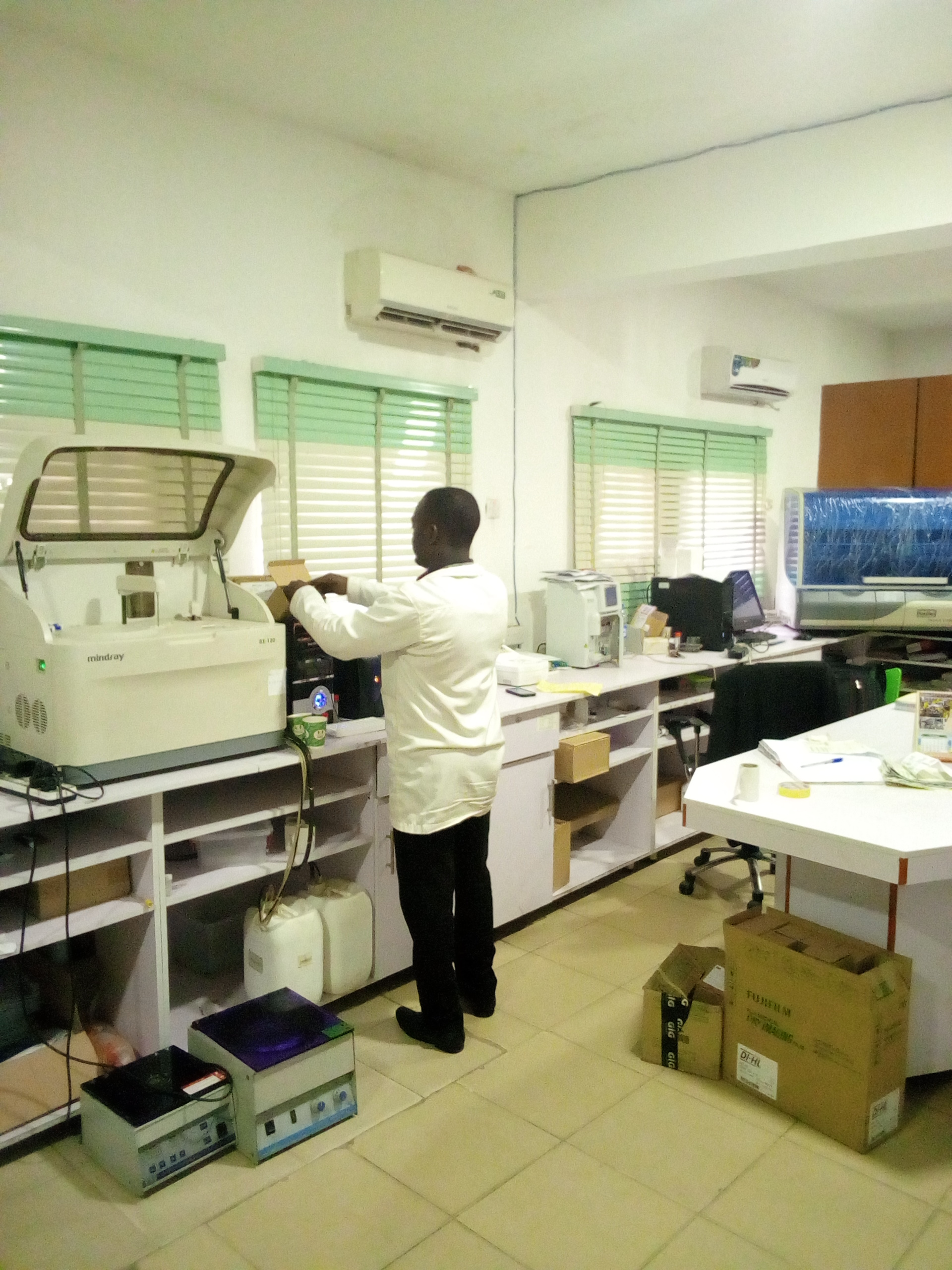
Laboratoire de biologie médicale au Nigeria, 2017.

Un laboratoire de biologie médicale (abrégé en LBM), ou, anciennement, laboratoire d'analyses médicales (LAM), est un lieu où sont prélevés et analysés divers fluides biologiques d'origine humaine sous la responsabilité des biologistes médicaux, qui en interprètent les résultats dans le but de participer au diagnostic et au suivi de certaines maladies.

## Types de laboratoires

### En France
En France, les laboratoires de biologie médicale se divisent en deux grandes catégories principales.

#### Laboratoires hospitaliers
Ces laboratoires sont intégrés aux établissements publics tels que les CHU (Centres Hospitaliers Universitaires) et les CHR (Centres Hospitaliers Régionaux). Ils participent au diagnostic des patients hospitalisés et disposent souvent d’une expertise en analyses spécialisées. Certains laboratoires des CHU mènent également des activités de recherche.
En outre, l’Assurance maladie gère une quinzaine de laboratoires au sein de ses Centres d’Examens de Santé (CES), qui sont accessibles au public.

#### Laboratoires privés
Ces laboratoires, également accessibles au public, se subdivisent en deux sous-catégories :
- Laboratoires polyvalents : ils réalisent des analyses courantes sur prescription médicale ou non. Ces établissements accueillent directement les patients pour des prélèvements.
- Laboratoires spécialisés : ces structures prennent en charge des analyses complexes ou rares, souvent pour le compte de laboratoires plus petits ou d’autres établissements de santé. Certains d’entre eux accueillent également directement des patients pour des examens spécifiques nécessitant une surveillance médicale, comme des épreuves métaboliques ou endocrinologiques.

## Les laboratoires privés

### En France
Depuis les années 1990, le secteur de la biologie médicale en France a connu une transformation majeure, passant d’une structure largement indépendante à une concentration dominée par de grands groupes financiers. Cette évolution a été accélérée par des changements législatifs visant à réaliser des économies d’échelle, notamment la loi MURCEF en 2001 et la création des SELAS (Sociétés d’Exercice Libéral par Actions Simplifiées) en 2003, qui ont permis la dissociation entre le capital et les droits de vote. En conséquence, plusieurs grands groupes capitalistiques, souvent adossés à des fonds d’investissement, ont émergé, représentant aujourd’hui la majorité de la biologie médicale de ville en France.
En 2021, six groupes détenaient 61 % des laboratoires de ville, proportion qui dépasse désormais les deux tiers selon les estimations de la Caisse nationale de l’Assurance Maladie en 2023. Cette consolidation a entraîné une baisse du nombre de structures, passé de 5 000 en 2008 à environ 400 aujourd’hui.

#### Les principaux acteurs capitalistiques
- Biogroup : Formé par la fusion de Biolam-LCD, Biomer, Bioazur et Biolittoral en 2019, puis renforcé par l’acquisition de Laborizon en 2020[5].
- Inovie : Initialement connu sous le nom de Labosud, ce groupe était historiquement indépendant avant de passer sous le contrôle majoritaire du fonds d’investissement Ardian[6]. En 2023, Inovie a également acquis le groupement Biofutur, consolidant ainsi sa position sur le marché[7].
- Synlab : Né de la fusion entre Labco et le groupe est-européen Synlab, il est détenu par le fonds d’investissement Cinven[8],[9].
- Unilabs France : Filiale française du groupe suisse Unilabs, ce réseau de laboratoires figure parmi les leaders du secteur grâce à sa stratégie d’expansion internationale.
- Cerballiance : Une entité issue du groupe Cerba HealthCare, qui a absorbé Novescia après son rachat par Cerba European Lab. Cerba HealthCare est détenu par le fonds d’investissement français PAI Partners[10].
- Eurofins Biologie Médicale : Fondé en 1987, Eurofins a initialement émergé comme un acteur de la recherche française[11] avant de se diversifier dans la biologie médicale. Le groupe s’est considérablement agrandi grâce à des acquisitions, notamment celles de Biomnis[12], BioAccess, LabAzur en 2015[13],[14], et LAB Solution en 2019[15].

#### Les laboratoires indépendants
Les laboratoires indépendants, bien qu’en déclin, représentent encore 30 à 35 % de l’offre de biologie médicale en France. Certaines coopératives, comme LBI (Les Biologistes Indépendants), tentent de préserver un modèle alternatif, regroupant près de 1 000 biologistes dans 650 sites,.

#### Les défis du secteur
La consolidation du secteur a été facilitée par le recours massif au LBO, qui permet de financer des acquisitions grâce à des dettes remboursées sur les profits futurs des laboratoires rachetés. Cependant, ce modèle repose sur une croissance continue et peut fragiliser les groupes en cas de ralentissement économique ou de baisse des marges.

La pandémie de Covid-19 a représenté une manne financière exceptionnelle pour les laboratoires, grâce au remboursement des tests PCR par l’Assurance Maladie (2,6 milliards d’euros en 2020). Ces recettes ont permis des investissements massifs, mais leur diminution post-pandémie pose des défis de rentabilité à long terme.
« L’État a jeté la biologie dans les bras des investisseurs », résume Lionel Barrand, président du syndicat national Les Biologistes Médicaux, qui souligne l’impact de cette transformation sur l’indépendance et la diversité du secteur.

### Autres groupements hors de France
- Sonic Healthcare - Groupement australien
- Quest Diagnostics - Groupement américain

## Équipe et hiérarchie au sein du laboratoire

### En France
En France, les professionnels travaillant au sein d'un laboratoire ont des fonctions et responsabilité bien établies. La liste des professionnels suivantes est établie par ordre décroissant de responsabilité. Depuis janvier 2010, la législation française est la même pour les laboratoires privés et publics. Les uns et les autres sont ouverts au public.

#### Dans les laboratoires privés
- Biologiste-responsable ou biologistes-responsables qui sont des biologistes médicaux assurant les fonctions de direction.
- Biologiste médical qui effectue la validation des analyses.
- L'ingénieur biologiste hospitalier. En France et au Canada, l’ingénieur biomédical joue un rôle clé dans la conception, l’optimisation et la maintenance des équipements de laboratoire. Il veille à leur conformité aux normes réglementaires (par exemple, FDA et CLIA ) et collabore avec les biologistes pour améliorer la précision et l’efficacité des analyses médicales. Il peut aussi se spécialiser en biotechnologie médicale afin de développer de nouveaux outils et technologies pour le diagnostic et la recherche clinique.
- Aux États-Unis, l’ingénieur hospitalier biologiste n’existe pas sous cette appellation. Cependant, un professionnel aux fonctions similaires est le Scientifique de Laboratoire Médical (SLM), également connu sous le nom de Medical Laboratory Scientist (MLS) ou Clinical Laboratory Scientist (CLS). Ce professionnel réalise des analyses sur divers échantillons biologiques et communique les résultats aux médecins pour aider au diagnostic et au suivi des patients. Les normes FDA (Food and Drug Administration) et CLIA (Clinical Laboratory Improvement Amendments) s’appliquent aux États-Unis, mais pas directement en France ou au Canada, où d’autres réglementations s’appliquent.

- Technicien de laboratoire qui manipule les prélèvements.
- Aide de laboratoire
- Secrétaire qui est préposée à l'accueil et saisit les dossiers de chaque patient.

#### Dans les laboratoires hospitaliers
- L'organisation est la même.

### En plus au Canada
Tout département clinique formé dans un centre hospitalier est dirigé par un chef qui doit être un médecin, un dentiste ou un pharmacien, sauf le département clinique de biochimie dont le chef peut être un biochimiste clinique. Le chef de département clinique est nommé pour au plus quatre ans par le conseil d'administration après consultation des médecins, dentistes et pharmaciens et, le cas échéant, des biochimistes cliniques exerçant dans le département, du directeur des services professionnels et du conseil des médecins, dentistes et pharmaciens.

## Les différentes phases de l'analyse

### préanalytique
C'est la première phase très importante de l'analyse médicale. Elle comprend l'état du patient (à jeun ou non), la phase de prélèvement, celle de l'étiquetage des échantillons levés, de l'enregistrement des demandes d'analyses, de la centrifugation, de l'aliquotage des prélèvements et de leur prétraitement éventuel : filtration, lyse des cellules, etc. Pendant cette étape un certain nombre d'opérations peut fausser les résultats comme l'utilisation d'un tube avec un mauvais anticoagulant ou la présence d'une hémolyse, ou simplement les conditions de transport (délai, températures) comme le potassium qui se désagrège en quelques heures dans du sang total alors qu'il peut être transporté s'il a été centrifugé.
Comparativement à l'Allemagne ou la Belgique où le prélèvement est réalisé directement par le médecin qui a le droit de centrifuger les prélèvements pour les stabiliser avant transport, en France, la centrifugation doit être toujours réalisée sous contrôle d'un laboratoire de biologie médicale pour limiter les erreurs préanalytiques. Pour cette raison, en France, le parcours de soins est légèrement plus complexe et le prélèvement à domicile réalisé par des infirmières libérales ou des salariés des laboratoires représente environ 1/4 des modes de prélèvement.
La possibilité de stabiliser le prélèvement en mobilité ou de réaliser l'analyse directement au domicile du patient avec des Dispositifs Médicaux de Diagnostic In Vitro (DMDIV) en mobilité est un facteur qui pourrait entraîner une nouvelle phase de restructuration des laboratoires de biologie médicale. Certaines Agences Régionale de Santé - ARS commencent à autoriser des cabinets d'infirmières ou des pharmacies à assurer la centrifugation sous contrôle des laboratoires de biologie médicale après déclaration et vérification de l'ARS. Des applications mobiles permettent aux IDEL ou préleveurs d'améliorer de manière importante la qualité des prélèvements en mobilité et d'en accélérer la vitesse de prise en charge.
Certains laboratoires médicaux en France possèdent plusieurs sites de prélèvement répartis dans une zone géographique précise, ce qui leur permet de séparer la phase préanalytique de la phase d'analyse dans des laboratoires différentes. Ainsi, le transport des prélèvements biologiques peut se faire par l'intermédiaire de coursiers.

#### Types de prélèvements
- Prélèvements de sang veineux (au pli du coude, sur la main, à la malléole…) et artériel.
- Prélèvements cutanéo-muqueux (vaginaux, urétraux, de la cavité buccale (ex : crachat)…).
- Prélèvements de peaux et phanères (ongles, cheveux…).
- Prélèvements de liquides d'épanchement (pleural, péritonéal, etc.) ou de ponction (liquide cérébrospinal, moelle osseuse, etc.).
- Prélèvements de selles, d'urines ou de liquides de stomies.
- Prélèvements cutanés sur une goutte de sang pour une analyse en biologie délocalisée (utilisation de DMDIV).

- Cas particuliers des prélèvements environnementaux (eaux, air, surfaces, dispositif médicaux, aliments).

Théoriquement les prélèvements qui n'ont pas d'origine humaine n'entrent pas dans le champ de la biologie médicale. Cependant étant donné l'origine parfois environnementale des infections au sein des établissements de soin (infection nosocomiale), le contrôle microbiologique de l'environnement est dévolu au département d'hygiène au sein des laboratoires de biologie médicale.

### Phase analytique
Selon le laboratoire et le domaine de science, la phase analytique utilisent de plus en plus souvent des automates très sophistiqués qui permettent d'améliorer la rapidité, la précision du rendu de résultats et la reproductibilité des résultats.
Même le domaine de la microbiologie, jusqu'à présent très manuel, voit son exercice révolutionné par l'apparition de chaînes robotisées traitant les prélèvements de l'ensemencement jusqu'à l'identification du germe en passant par la gestion des temps de cultures, des autoclaves (étuves), de la détection et du repiquage des colonies. Les spectromètres de masse révolutionnent la microbiologie en permettant de comparer l'empreinte résultante d'une ionisation par bombardement avec une base de données propriétaire des fournisseurs de ces technologies sur la base d'algorithmes de Big Data.
La validation technique qui permet de vérifier l'exactitude des résultats bruts avec les contrôles de qualité est la dernière étape du processus analytique.

#### Automates d'analyses médicales
Plusieurs entreprises se partagent le marché des bioréactifs et des automates d'analyses médicales.

### Phase post-analytique
En France, la validation biologique, l'interprétation du résultat par le biologiste médical et de rendu de résultats auprès des cliniciens et des patients est de plus en plus médicalisée depuis la réforme de la biologie médicale. La croissance permanente du nombre d'analyses, des techniques analytiques et des facteurs pouvant influer sur les résultats rend extrêmement complexe leur compréhension et interprétation directe par des médecins généralistes. Le résultat de biologie doit contenir une conclusion médicale réalisée par un ou plusieurs biologistes médicaux. Il n'est pas rare que plusieurs biologistes contribuent à l'interprétation d'un résultat, chacun avec sa propre expertise, le dernier donnant une conclusion globale au résultat et prenant la responsabilité de sa diffusion.
En France, des systèmes informatisés d'aide à la validation biologique sont très souvent utilisés dans les laboratoires de biologie médicale pour aider les biologistes à se concentrer sur les dossiers les plus complexes, les algorithmes pouvant valider des dossiers automatiquement sous la responsabilité des biologistes médicaux. Ces algorithmes ne sont pas toujours connus des laboratoires, mais font l'objet d'une phase de test très importante avant mise en production. Le machine learning n'entre pas encore dans les pratiques courantes mais il serait tout à fait utilisable avec la difficulté de passer d'algorithmes prédictifs utilisés aujourd'hui à des algorithmes d'Intelligence artificielle non prédictifs.

### Informatique de laboratoire
Le Système d'Information du Laboratoire (SIL) est souvent considéré comme la colonne vertébrale du laboratoire de biologie médicale et il couvre et connecte les trois phases et en assure la traçabilité.
En France, la Société française d'informatique de laboratoire (SFIL), association loi de 1901 créée en 1985, travaille en collaboration avec les ordres, les syndicats, les acteurs publics, la CNIL, l'ASIP Santé, les laboratoires privés, les hôpitaux publics et les industriels (matériel et logiciel). Ses buts sont de promouvoir et structurer l'évolution du marché des logiciels et des automates de laboratoire.

## Législation

### En France

#### Direction

##### LBM privés
Ces laboratoires sont dirigés en France par des pharmaciens ou médecins spécialisés en biologie médicale, qui sont des biologistes médicaux. La fonction de direction du LBM est exercée par un biologiste-responsable, comme dans le secteur public.

##### LBM hospitaliers
Les chefs de service dans les LBM hospitalo-universitaires sont des docteurs ès sciences quasiment exclusivement médecins ou pharmaciens. Actuellement[Quand ?], l'ordonnance dite « Ballereau » publiée en janvier 2010 et réformant la biologie médicale rend obligatoire le DES de Biologie médicale pour l'exercice en milieu hospitalo-universitaire.
Les chefs de service des LBM purement hospitaliers doivent être obligatoirement des spécialistes en biologie médicale.

#### Exploitation des LBM privés
Au minimum 50 % du capital des LBM ouverts au public doit être détenu par des professionnels titulaires des diplômes permettant l'exercice de la Biologie médicale (actuellement le diplôme d'études spécialisées (DES) de Biologie médicale) et exerçant dans la société en question.
Depuis quelques années avec l'assouplissement de la législation et notamment la loi MURCEF en 2001 et la création des SELAS (Société d'Exercice Libéral par Actions Simplifiées) en 2003 (dissociation du capital des droits de vote) des groupes capitalistiques de plusieurs centaines de laboratoires ont fait leur apparition : Novescia, Labco, Unilabs, Cerba, Biomnis…

## Normes de qualité
La norme ISO 15189 est la norme de qualité internationale spécifique des laboratoires d'analyses médicales.
En France, tous les laboratoires de biologie médicale (LBM) devront appliquer cette norme pour l'ensemble de leurs analyses au plus tard au 31 octobre 2020 (50 % des examens en 2016, 80 % en 2018). L'organisme chargé d'accréditer tous les LBM selon la norme ISO 15189 est le COFRAC. Le Guide de Bonne Exécution des Analyses (GBEA) était, jusqu'à la parution de l'ordonnance du 15 janvier 2010, le seul référentiel qualité obligatoire en France.